# Le Rock du bagne
Pour la chanson, voir Jailhouse Rock.
Pour plus de détails, voir Fiche technique et Distribution.
Le Rock du bagne (Jailhouse Rock) est un film musical américain réalisé par Richard Thorpe, sorti en 1957. Il est surtout célèbre pour ses chansons, interprétées par Elvis Presley, qui est l'acteur principal du film.

## Synopsis
Fin des années 1950. Condamné au bagne pour avoir involontairement tué un homme lors d'une bagarre dans un bar, le jeune Vince Everett  se lie en prison avec Hank, un ancien chanteur de country qui lui enseigne la guitare.
Sorti de prison, Vince rencontre Peggy Van Alden qui décide d'en faire une star. L'ancien bagnard entame alors sa route vers la gloire, mais en oubliant vite ceux qui l'ont aidé ainsi que ses amis ...

## Fiche technique
- Titre original : Jailhouse Rock
- Titre français : Le Rock du bagne
- Réalisation : Richard Thorpe
- Scénario : Guy Trosper, d'après une histoire de Nedrick Young
- Direction artistique : William A. Horning, Randall Duell
- Décors : Henry Grace, F. Keogh Gleason
- Photographie : Robert J. Bronner Cinemascope
- Son : Wesley C. Miller
- Montage : Ralph E. Winters
- Musique : Jeff Alexander
- Chorégraphie : Alex Romero, Elvis Presley (pour la chanson Jailhouse Rock)
- Production : Pandro S. Berman
- Production associée : Kathryn Hereford
- Sociétés de production : Metro-Goldwyn-Mayer, Avon Productions
- Société de distribution : Loew's Inc.
- Pays de production :  États-Unis
- Langue originale : anglais
- Format : Noir et blanc - 35 mm — 2,35:1 - Son Mono (Westrex Recording System)
- Genre : Film musical, drame et romance
- Durée : 96 minutes
- Date de sortie : 
  - États-Unis : 17 octobre 1957 (Memphis (Tennessee))
  - France : 28 septembre 1960
- Affiche : Roger Soubie (France)

## Distribution

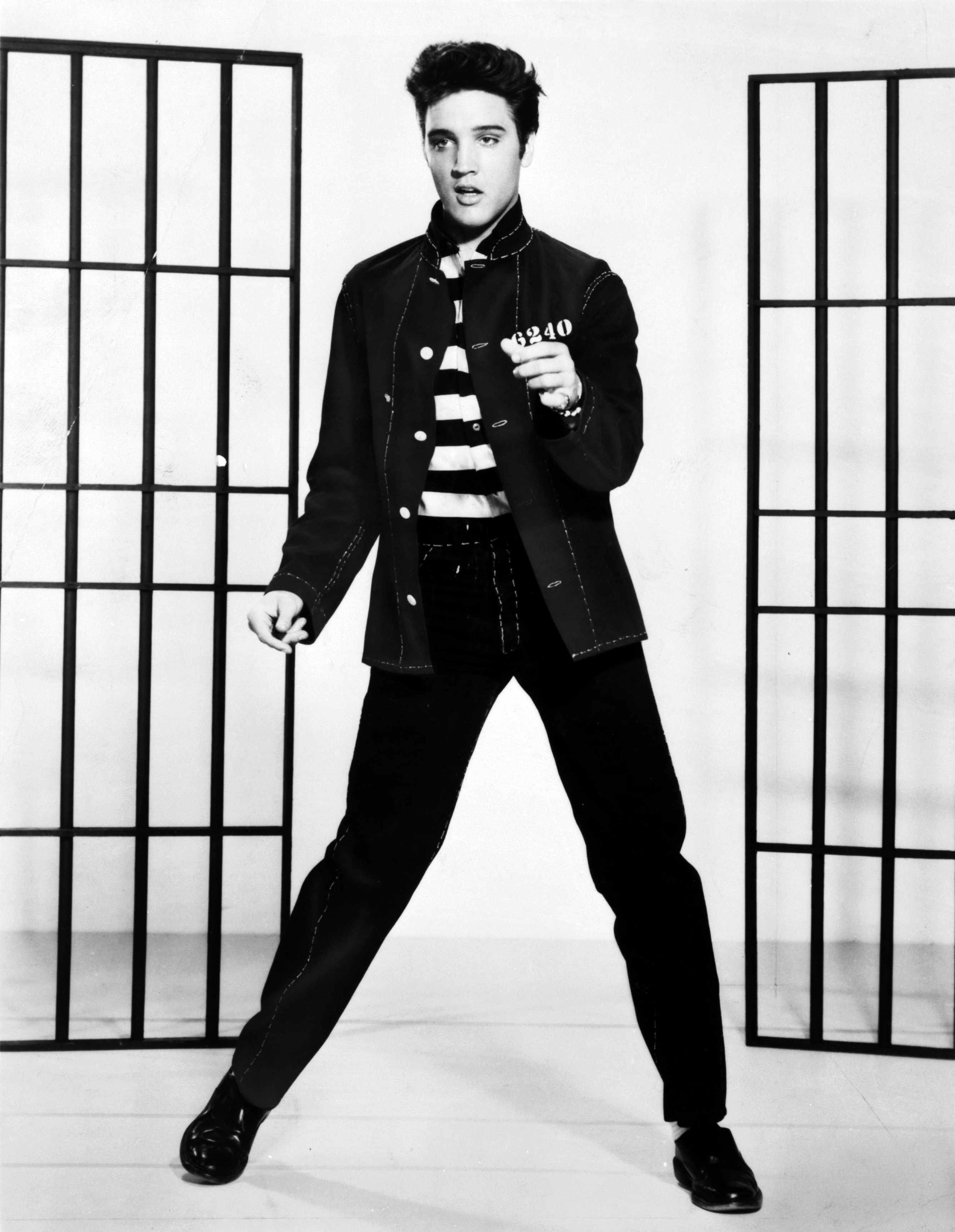
Elvis Presley

- Elvis Presley (VF : Hubert Noël) : Vince Everett
- Judy Tyler (VF : Jacqueline Carrel) : Peggy Van Alden
- Mickey Shaughnessy (VF : Albert Dinan) : Hunk Houghton
- Vaughn Taylor (VF : Jean Berton) : M. Shores
- Jennifer Holden (VF : Michèle Bardollet) : Sherry Wilson
- Dean Jones (VF : Roland Ménard) : Teddy Talbot
- Anne Neyland : Laury Jackson

Acteurs non crédités :
- Grandon Rhodes : Professeur August van Alden
- Hugh Sanders : Gardien de prison
- Katherine Warren : Mme Van Alden

## Chansons du film
- One More Day : paroles et musique de Sid Tepper et Roy C. Bennett, interprétée par Mickey Shaughnessy
- Young And Beautiful : paroles et musique de Abner Silver et Aaron Schroeder, interprétée par Elvis Presley
- Don't Leave Me Now : paroles et musique de Aaron Schroeder et Ben Weisman, interprétée par Elvis Presley
- I Want To Be Free, Treat Me Nice, Jailhouse Rock, (You're So Square) Baby I Don't Care : paroles et musique de Jerry Leiber et Mike Stoller, interprétées par Elvis Presley

## Autour du film
L'actrice Judy Tyler, son mari, ainsi que leurs animaux de compagnie, meurent peu après la fin du tournage dans un accident de la route dans le Wyoming le 3 juillet 1957. Elle avait 24 ans. Très ami avec la jeune actrice et bouleversé par sa disparition, Elvis refuse jusqu’à la fin de sa propre vie de revoir Le Rock du bagne.[réf. souhaitée]